# Semicytherura tergestina
Semicytherura tergestina is een mosselkreeftjessoort uit de familie van de Cytheruridae. De wetenschappelijke naam van de soort is voor het eerst geldig gepubliceerd in 1968 door Masoli.